# Antibiogramă

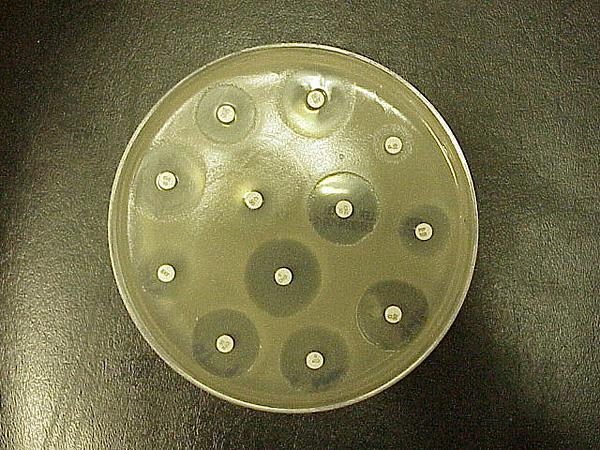
O antibiogramă prin metoda difuzimetrică realizată pe mediu de cultură Mueller-Hinton.

Antibiograma este o metodă care stabilește pe o cultură bacteriană de laborator sensibilitatea sau rezistența unei bacterii față de un antibiotic, care este preconizat a fi folosit în tratamentul unei boli, cauzate de bacteria respectivă.  Eficiența unui tratament cu antibiotice este condiționată în primul rând de sensibilitatea agentului patogen față de antibioticul respectiv, fapt apreciat in vitro prin realizarea unei antibiograme.

## Metode
Există două metode prin care se poate determina sensibilitatea germenilor la antibiotice: metoda difuzimetrică (Kirby-Bauer) și metoda diluțiilor (MIC — concentrația minimă inhibitorie). Cea mai frecvent utilizată datorită simplității și costului redus este metoda difuzimetrică.

### Metoda difuzimetrică
Metoda are la bază proprietatea substanțelor antimicrobiene de a difuza într-un mediu de cultură solid pe care se însămânțează cultura bacteriană de testat.
Se recomandă utilizarea mediului Mueller-Hinton original, fără glucoză, pentru unele bacterii fiind necesari suplimentarea cu sânge de oaie sau ser. Este obligatoriu ca microbul de testat să fie în cultură pură, cu o concentrație apropiată de 0,5 pe scala MacFarland. Antibioticele pentru antibiogramă se găsesc sub forma de microcomprimate cu diametru de 6 mm, ce conțin o cantitate prestabilită de antibiotic.
Tehnică: mediul topit și răcit la 50 °C se toarnă în plăci Petri într-o grosime de 4 mm; se utilizează după solidificare. Se realizează o suspensie de germeni cu o concentrație apropiată de 0,5 pe scala MacFarland apoi se însămânțează placa utilizând un tampon steril înmuiat în suspensia bacteriană, șters prin presare de peretele interior al tubului și apoi trecut pe toată suprafața mediului din placa Petri. Cu o pensă sau cu un dispozitiv mecanic se depun microcomprimatele respectând distanța de 30 mm dintre ele și 15 mm față de marginea plăcii. Se incubează la 35–37 °C pentru 18–24 ore.
Interpretarea se face în funcție de diametrul zonei de inhibiție măsurat cu rigla, incluzând și diametrul microcomprimatului. Valorile citite (în mm) se compară cu tablele de interpretare, tulpina bacteriană apreciindu-se ca sensibilă, intermediară sau rezistentă la antibioticul respectiv.